# 和歌山県立海南高等学校
和歌山県立海南高等学校（わかやまけんりつ かいなんこうとうがっこう）は、和歌山県海南市に所在する公立高等学校。スーパーサイエンスハイスクールに指定されている。

## 設置学科
- 全日制課程
  - 普通科
  - 教養理学科
- 定時制課程
  - 普通科（夜間）

## 沿革
- 1922年 - 和歌山県立海南中学校設立。
- 1948年4月1日 - 学制改革により旧制和歌山県立海南中学校から備品を譲り受け、5月10日に開校。
- 2008年 - 和歌山県立大成高等学校と統合し和歌山県立海南高等学校海南校舎となる。
- 2010年 - 大成高校美里分校を海南高校分校に移管。
- 2014年 - 第86回選抜高等学校野球大会に出場。海南高校としては50年ぶりだが、高野連は大成校舎が大成高校時代に出場した2回（第54回・第59回）も海南高校の出場記録に含めており、27年ぶりの出場としている。ベンチ入りメンバーには大成校舎の在籍者も含まれていた[1]。

## 制服
- 男子は黒の詰襟学生服（金の5つ釦式学ラン）。
- 女子は濃紺のセーラー服（スカーフではなく、短く太い白のネクタイ型）。

## 著名な卒業生

### 旧制和歌山県立海南中学校
- 小野田寛郎 （陸軍軍人、ルバング島生還者）
- 久喜勲 （元パリーグ審判部長）
- 磯野政次（元プロ野球選手）
- 筒井敬三（元プロ野球選手）
- 平野謙二（元プロ野球選手）
- 内山清（元プロ野球選手、川口市立川口高等学校野球部監督時には元読売ジャイアンツのエース 斎藤雅樹を指導）

### 和歌山県立海南高等学校
- 石田真敏（自由民主党衆議院議員、元総務大臣、元海南市長）
- 南昌宏（株式会社りそなホールディングス 社長）
- 花蜜伸行（出前館創業者）
- 高岡伸夫（株式会社タカショー創業者 社長）
- 嶋田俊之（財務官僚、財務省理財局次長（国有担当））
- 尾花正啓（和歌山市長）
- 神出政巳（海南市長）
- 西口有香 （声優）
- 河野一聡[2]（ゲームプロデューサー、エースコンバットシリーズプロデューサー）
- 木原義隆 （元プロ野球投手）
- 山下慶徳 （元ヤクルトスワローズ）
- 小川茂仁（元日南学園高等学校野球部監督）